# Панама (місто)
Пана́ма або Нуе́стра-Сеньйо́ра-де-ла-Асунсьйо́н-де-Пана́ма (ісп. Ciudad de Panamá МФА: [panaˈma] Панама́) — місто з населенням близько 1 млн мешканців та столиця Панами, розташоване на виході Панамського каналу до Тихого океану. Місто Панама — політичний, адміністративний і культурний центр країни. Основна маса його населення зайнята у сфері послуг.

## Історія і сучасність
Панама була заснована в 1519 році на старій ділянці (зараз Панама-В'єхо) іспанцем Педро Аріасом де Авіла й незабаром перетворилася у велике торгове місто.
Зібране в імперії інків та в інших місцях Південної Америки золото і срібло доставлялось з тихоокеанських портів на кораблях в Панаму, а звідси іспанські срібні каравани через джунглі Панамського перешийка перевозили його по Королівській дорозі на узбережжя Атлантичного океану.
Початковий маршрут Королівської дороги поєднував міста Панаму та Номбре де Діос, але в 1597 році він був перенаправлений до Портобело. Довжина дороги складала близько 70 км. Срібні каравани й міста на Королівській дорозі були привабливою ціллю для піратських нападів.
Місто також відомо через напад на нього відомого пірата Генрі Моргана. В 1668 році Морган з командою 450 піратів здійснив набіг на місто, та попри добрі укріплення, захопив та зруйнував місто, вбивши значну частину його населення.
Місто було відновлене на місці його сучасного розташування за декілька кілометрів від «Старої Панами». Великий внесок у розвиток міста зробило будівництво залізниці Транс-Панама, а також Панамського каналу.
Панама сьогодні — це процвітаюче місто, діловий, торговельний, промисловий і фінансовий центр країни. В основі економіки лежить обслуговування судноплавства по каналу. Крім того, тут розвинена харчова й текстильна промисловість і туризм. У місті діє два міжнародних та один внутрішній аеропорти.
З країнами Центральної і Північної Америки місто пов'язує Панамериканське шосе. Через наявність недобудованої ділянки дороги на панамо-колумбійському кордоні (Дар'єнський проміжок), автомобілі, які прямують у Південну Америку, доставляються на морських судах з порту міста Панама в порт Буенавентура (Колумбія).
У Панамі міститься безліч вищих навчальних закладів, серед яких університет Санта-Марія-Ла-Антигуа, Панамський університет, музичні й хореографічні школи, театральне училище й морська академія. Познайомитися з культурою й історією країни пропонують численні музеї: Музей колоніального релігійного мистецтва, музей історії Панами, музей природознавства.
На вулицях цього багатонаціонального міста розташовано багато історичних пам'яток архітектури. Серед них — собор і церкви 17–18 століть, будинки університету (1949–1953 рр.), а в Панамі-В'єхо (спаленої в 1671 році) — руїни будівель 16-17 століть.

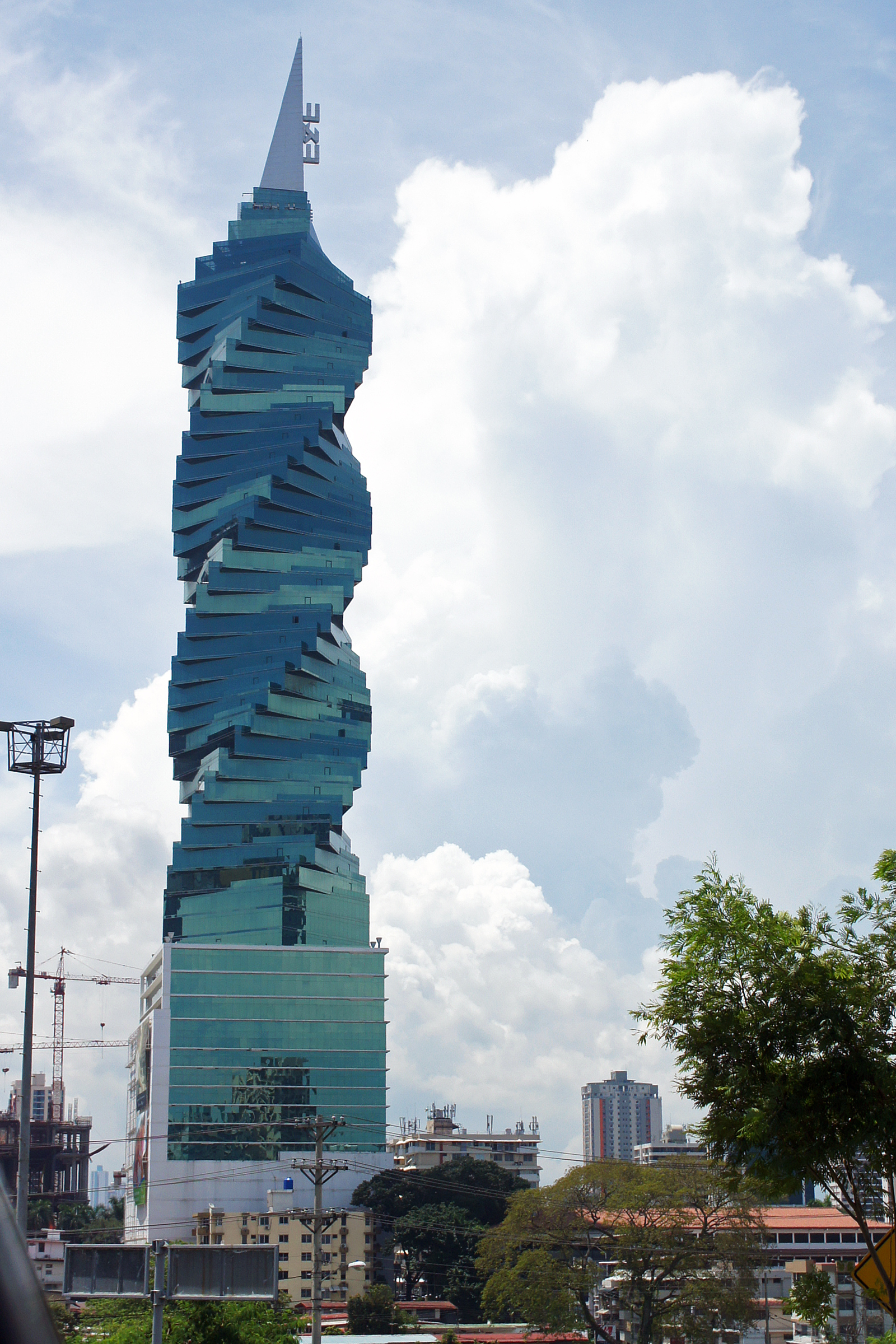
Вежа F&F
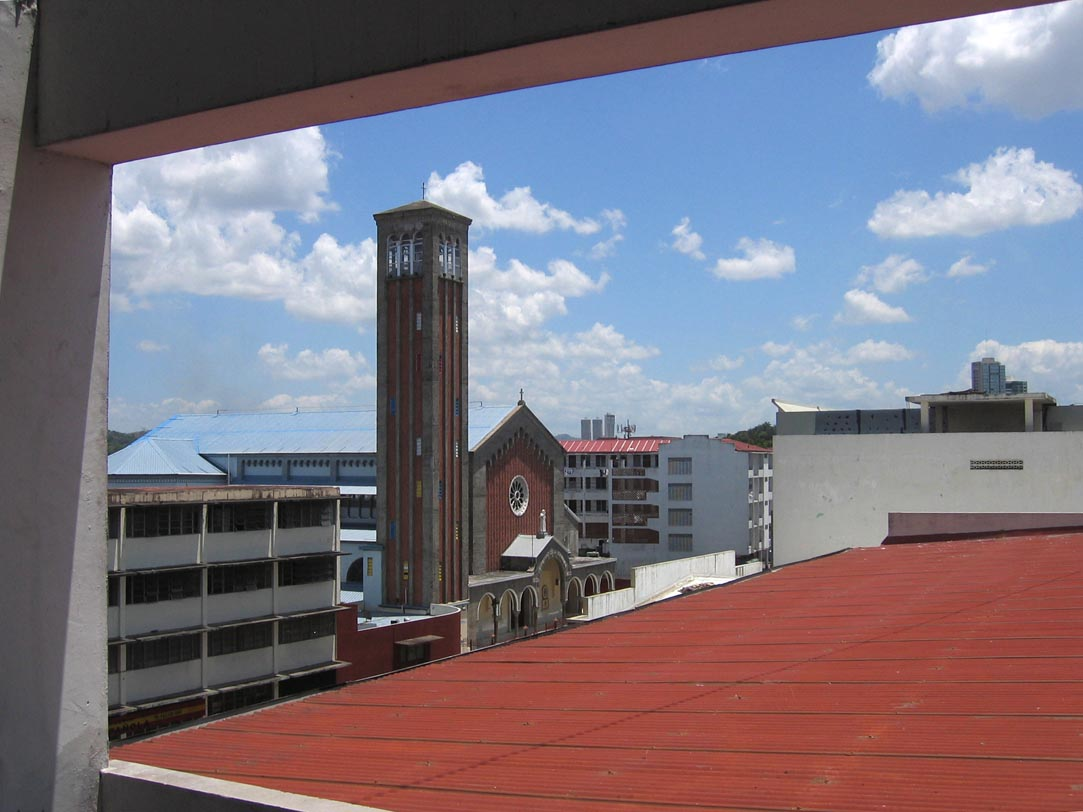
Башта Іглесіа-дель-Кармен.
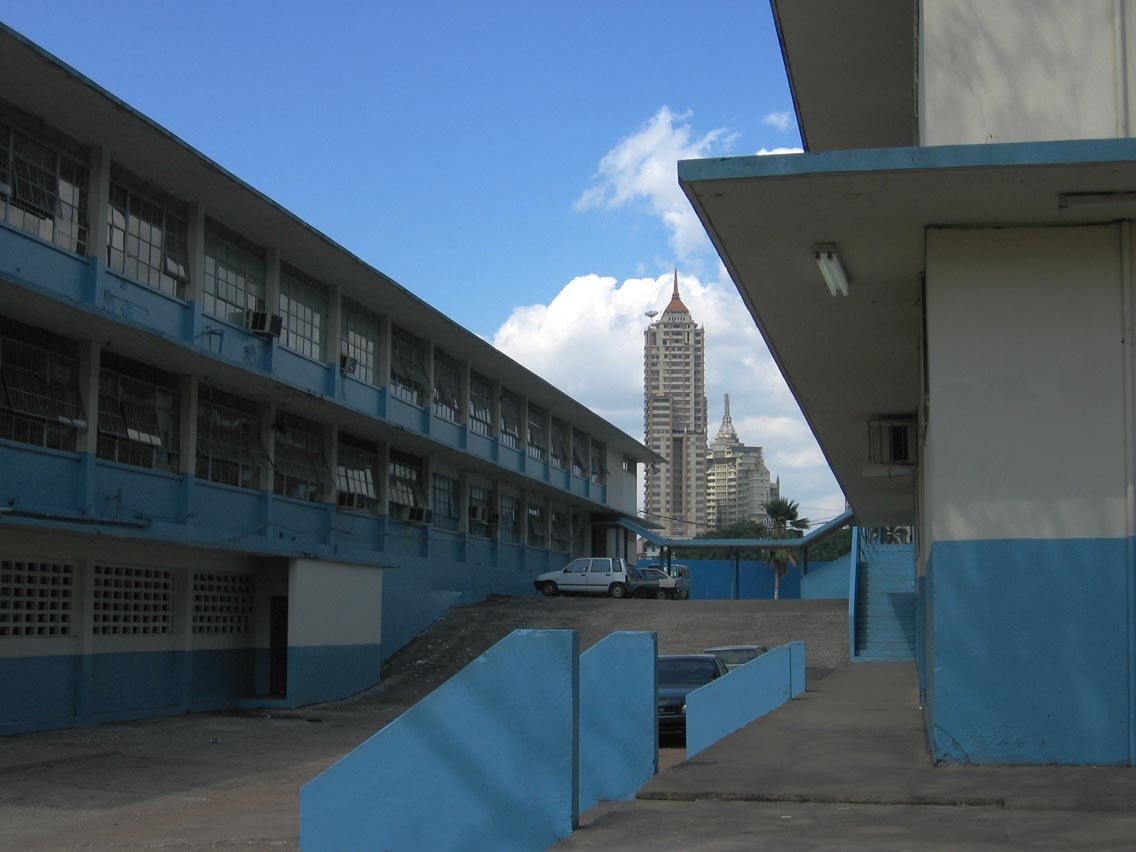
Вид з боку університету.
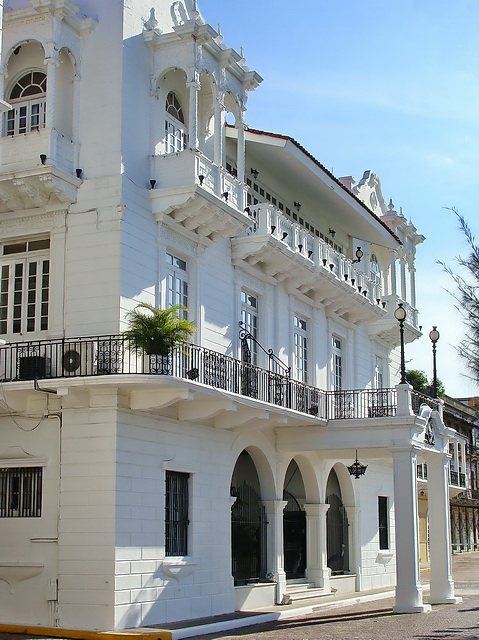
Палац Лас-Гарзас.
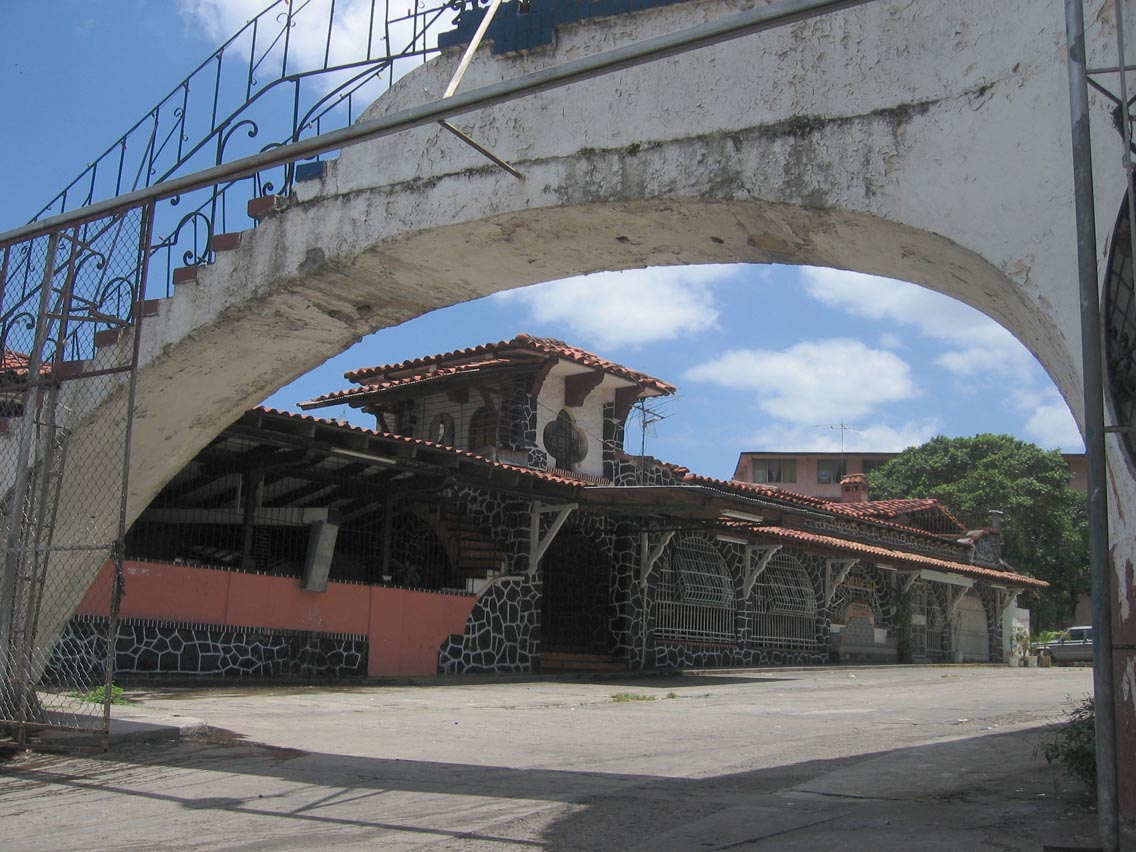
Касо-В'єхо.
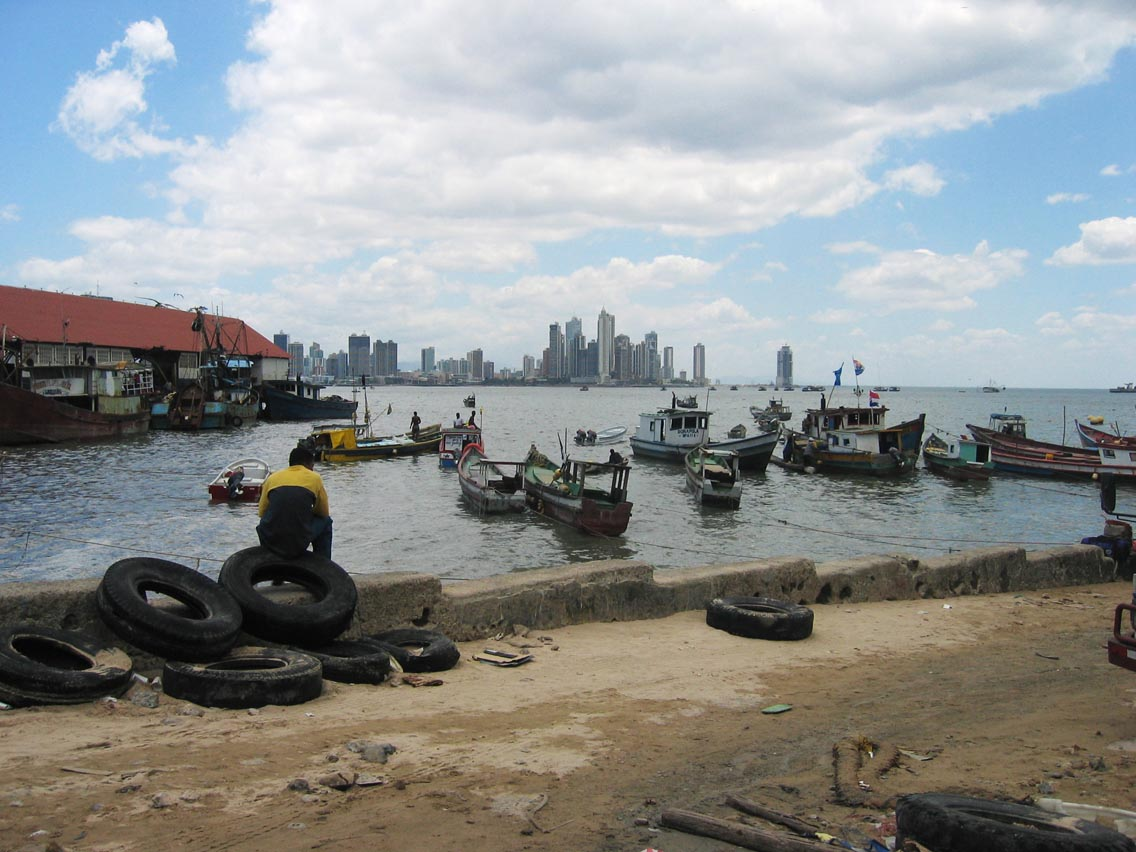
Вид на місто з боку старої гавані.
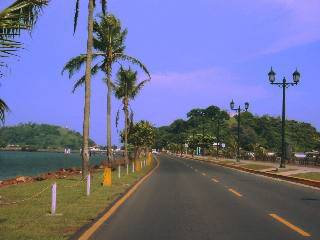
Насипна дорога, що поєднує острови Наос, Перико і Фламенго з материком.
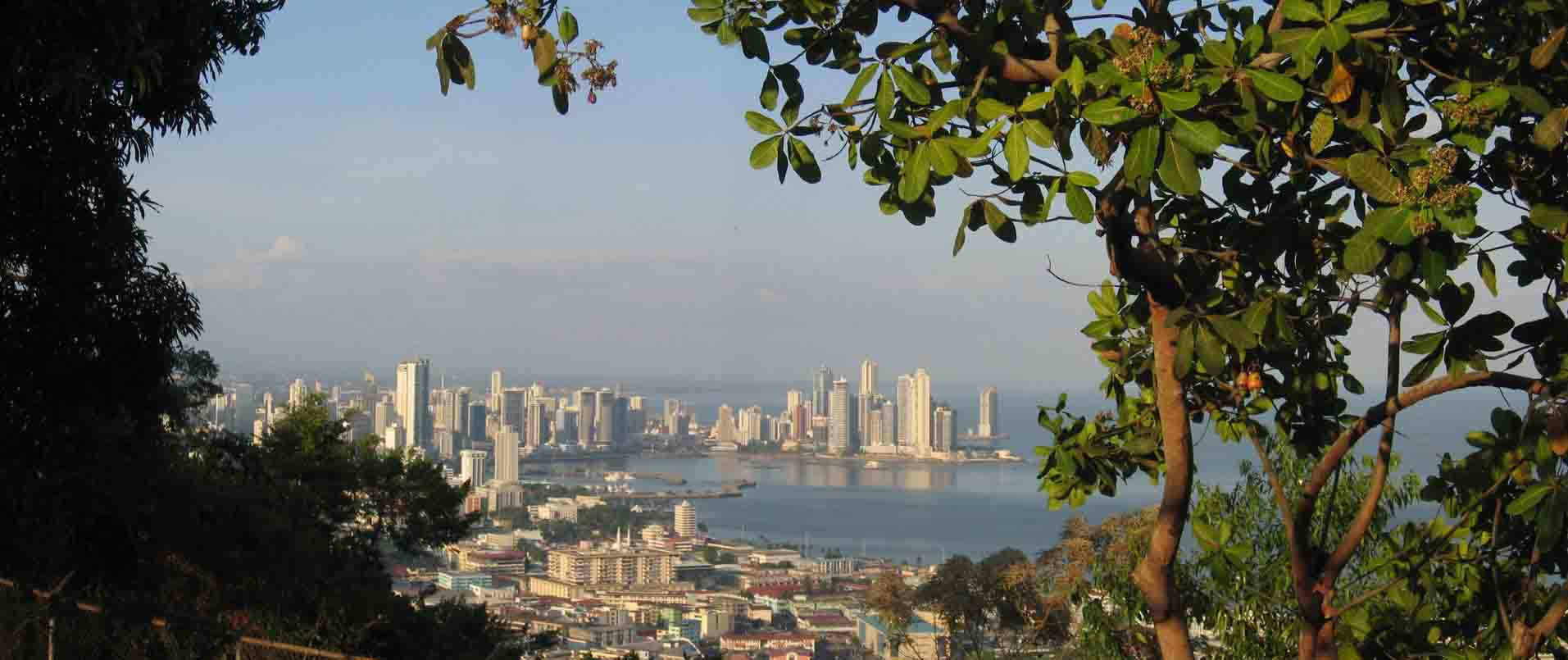
Вид на м. Панама з пагорба Серро-Анкон.
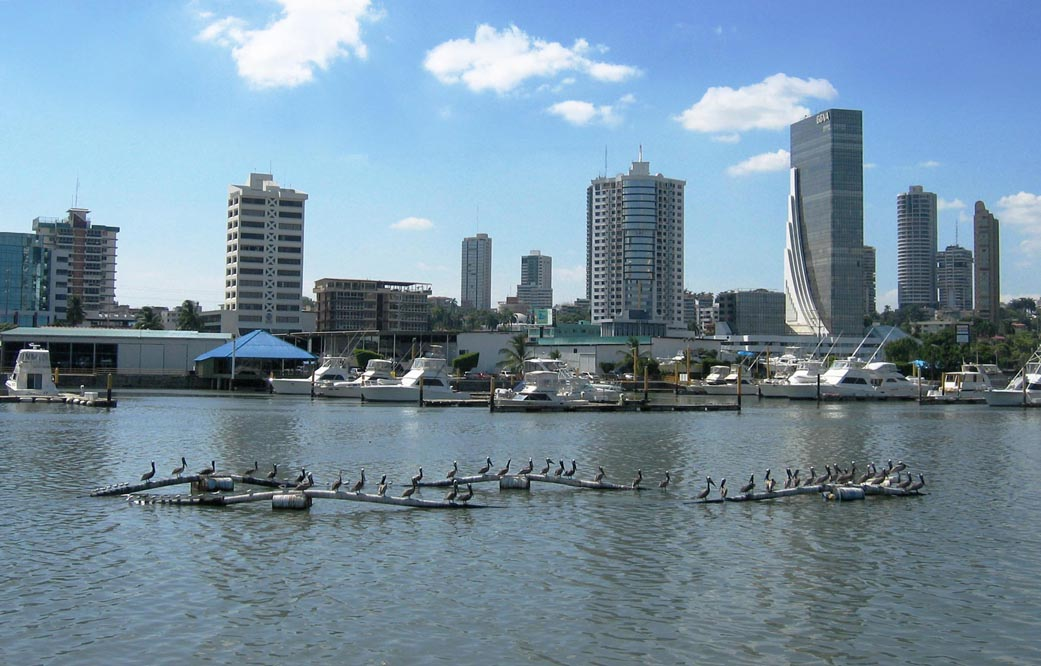
Вид на нижнє місто з яхт-клуба.
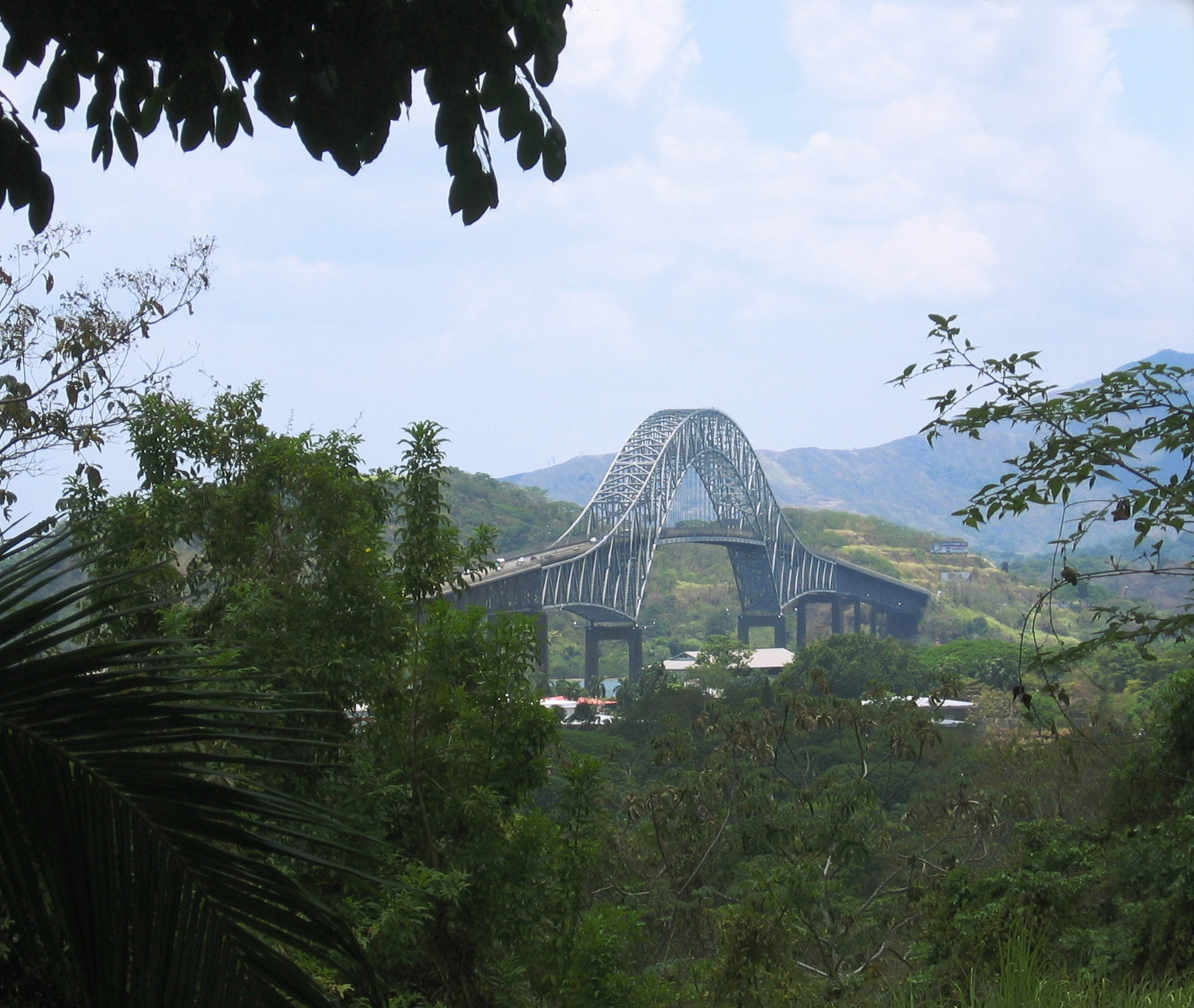
Міст двох Америк через Панамський канал.
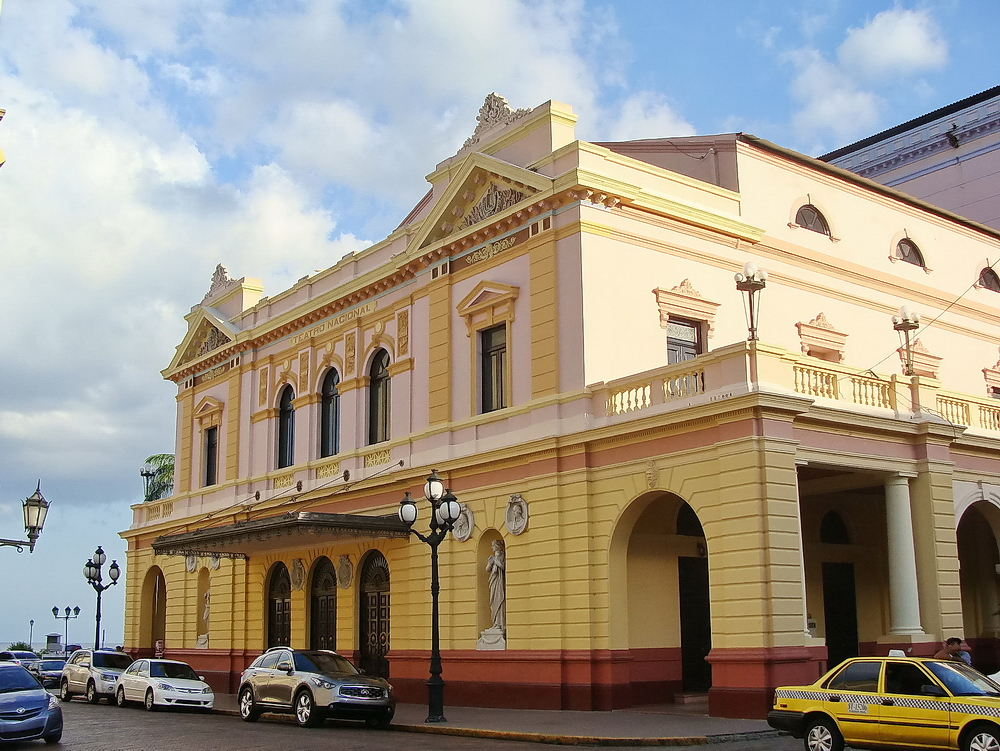
Національний театр Панами.
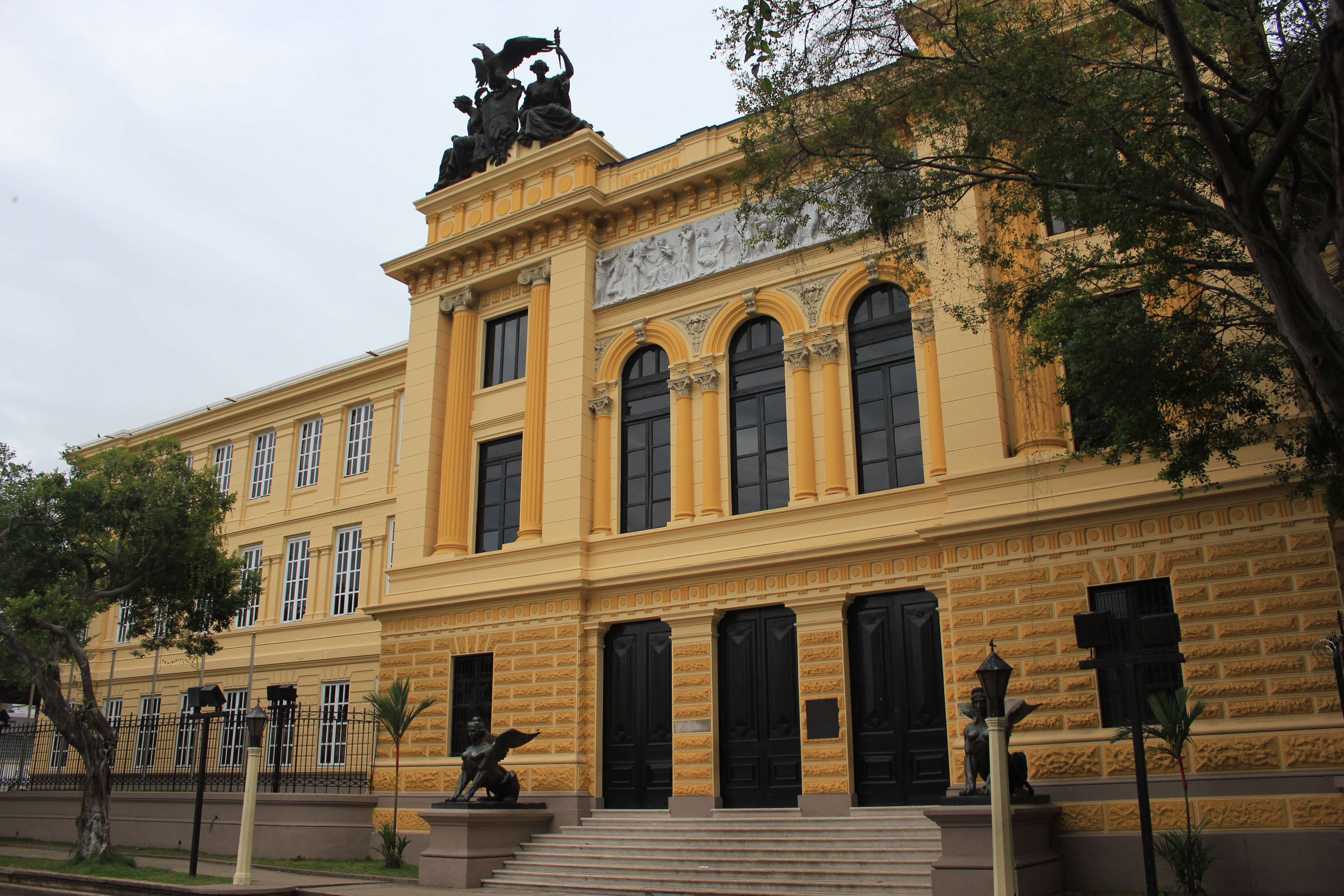
Національний інститут Панами.
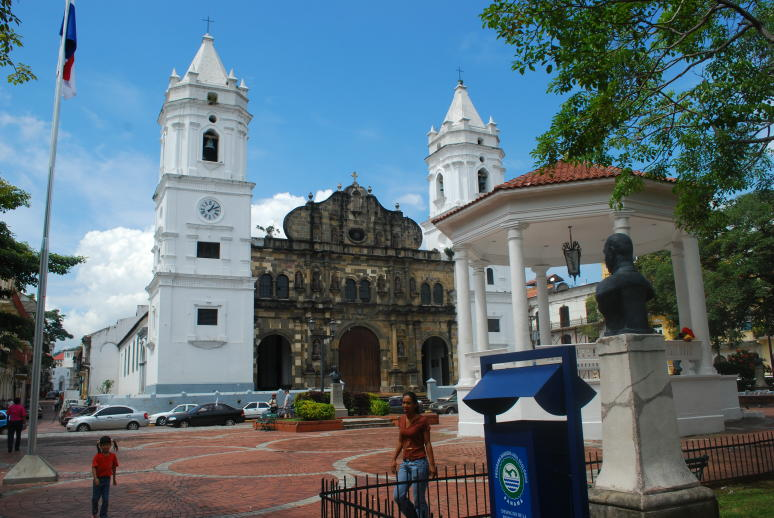
Собор і площа Незалежності.

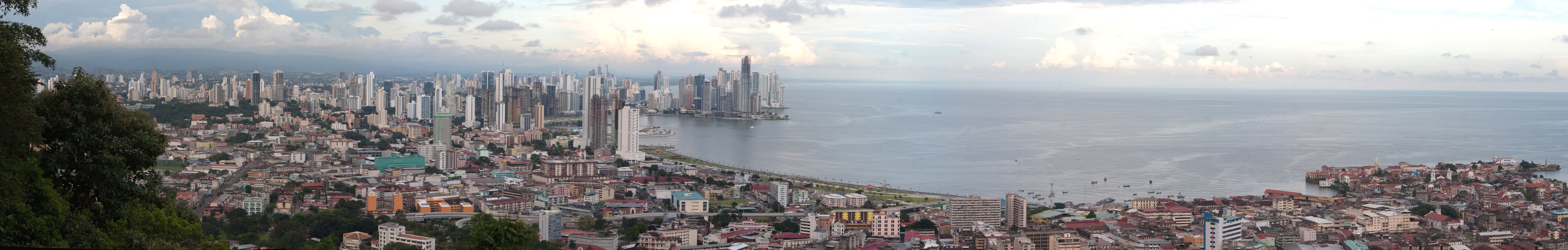
Панорама міста з пагорбу Анкон.

## Клімат
За класифікацією кліматів Кеппена, Панама має саванний клімат (Aw), трохи сухіший, ніж тропічний мусонний клімат. Середньорічна кількість атмосферних опадів досягає 1907 мм. Сезон дощів охоплює період з травня по грудень, сухий сезон — з січня по квітень. Температура залишається незмінною протягом всього року, у середньому близько 27 °C.
| Клімат Панами                      | Клімат Панами | Клімат Панами | Клімат Панами | Клімат Панами | Клімат Панами | Клімат Панами | Клімат Панами | Клімат Панами | Клімат Панами | Клімат Панами | Клімат Панами | Клімат Панами | Клімат Панами |
| Показник                           | Січ.          | Лют.          | Бер.          | Квіт.         | Трав.         | Черв.         | Лип.          | Серп.         | Вер.          | Жовт.         | Лист.         | Груд.         | Рік           |
| Середній максимум, °C              | 33,4          | 34,2          | 34,8          | 35,4          | 34,5          | 33,8          | 33,9          | 33,9          | 32,9          | 32,6          | 32,9          | 33,3          | 33,8          |
| Середня температура, °C            | 26            | 26,3          | 26,6          | 27,5          | 27,8          | 27,6          | 27,5          | 27,4          | 27            | 26,7          | 26,6          | 26,3          | 26,94         |
| Середній мінімум, °C               | 18,5          | 18,4          | 18,4          | 19,5          | 21,1          | 21,3          | 21            | 20,9          | 21            | 20,8          | 20,3          | 19,2          | 20            |
| Норма опадів, мм                   | 29            | 10            | 13            | 65            | 225           | 235           | 169           | 220           | 254           | 331           | 252           | 105           | 1907          |
| ---------------------------------- | ------------- | ------------- | ------------- | ------------- | ------------- | ------------- | ------------- | ------------- | ------------- | ------------- | ------------- | ------------- | ------------- |
| Джерело: World Weather Information |               |               |               |               |               |               |               |               |               |               |               |               |               |

## Панамське метро
У квітні 2014 у столиці Панами з'явився метрополітен, перший у країнах Центральної Америки. На церемонії урочистого відкриття підземки був присутній президент країни Рікардо Мартінеллі.
Протяжність гілки метро, яка з'єднує 13 станцій, складає 14 кілометрів. На дорогу в одну сторону буде йти близько 23 хвилин замість двох годин, як це було раніше.
На будівництво столичного метрополітену, яке було завершено у рекордні терміни — за 38 місяців, уряд Панами витратив 1,8 мільярда доларів. Всі поїзди вироблені у Франції і оснащені кондиціонерами й системами відеоспостереження. Крім того, вагони спеціально обладнані для осіб з обмеженими можливостями. Для дотримання безпеки в метро був створений спеціальний підрозділ поліції.

## Уродженці
- Рейна Торрес де Араус (1932—1982) — видатна панамська освітянка, антрополог, етнографка.
- Роберто Дюран (1951) — видатний панамський професійний боксер. Чемпіон світу в декількох вагових категоріях.[2]